# Grey Goose (водка)
Grey Goose («Серый Гусь») — бренд французской водки премиум-класса. Изначально создана Сидни Фрэнком, затем в 2004 году бренд купила компания Bacardi. Мэтром брожения для водки «Серый Гусь» стал Франсуа Тибо, который, работая во французском городе Коньяк, разработал оригинальный рецепт производства этой водки.

## История компании
Летом 1996 года Сидни Фрэнк разработал идею создания премиум водки, затем создал компанию Sidney Frank Importing Co (SFIC), в которой являлся исполнительным директором. В основу проекта создания водки была положена идея создания элитного крепкого алкогольного напитка для американского рынка, с такой рекламной установкой и проходила реклама товара. На это же было нацелено и качество производства водки. Вскоре после появления «Серого Гуся» в американских магазинах, товар приобрёл большую популярность, что Сет Стивенсон комментирует как «слияние времени и тенденций», совмещённое с правильным партизанским маркетингом. «Серый Гусь» стал одним из самых дорогих брендов премиум водки для того, чтобы произвести качественный продукт и создать категорию «суперпремиум» на американском рынке спиртных напитков.
В 1998 году Институт дегустации напитков назвал водку Grey Goose лучшей и самой вкусной. Компания была в конечном итоге продана Bacardi за 2,2 млрд $ в августе 2004 года.

## Описание продукта
Для создания водки Серый Гусь используется озимая пшеница, выращиваемая в Пикардии, Франция. Дистилляция происходит в той же области, полученный дистиллят затем отправляют в Коньяк, где он смешивается с родниковой водой и разливается в бутылки.
Используются ферменты для расщепления углеводов сахара. Брожение происходит непрерывно в шести каскадных резервуарах, производя 20-градусную брагу. После чего её перегоняют, используя пятиступенчатый процесс. Затем получившийся высокопроцентный водочный спирт разбавляют водой из подземного источника и прогоняют через медную систему фильтрации. После фильтрации водка разливается на заводе, занимающемся исключительно розливом Grey Goose.

## Вкусы
Grey Goose Le Citron — водка со вкусом лимона. Grey Goose Cherry Noir — водка со вкусом чёрной вишни, Grey Goose L’Orange — водка с апельсиновым вкусом, а у вернувшегося только на ограниченное время Grey Goose La Vanille со вкусом ванили с оттенками ванили, корицы и карамели. Grey Goose Le Melon, последний аромат, выпущенный летом 2014 года, сделан из дыни Кавайон из региона Прованс во Франции. Тибо заявил, что Grey Goose не планирует экстенсивно расширять количество ароматизированных водок, чтобы не отклоняться от первоначального вкуса.